# Juegos de las Islas

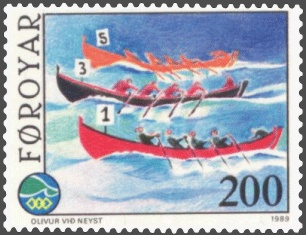
Sellos feroeses conmemorando los Juegos de las Islas de 1989: Remo

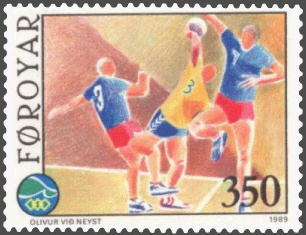
Balonmano

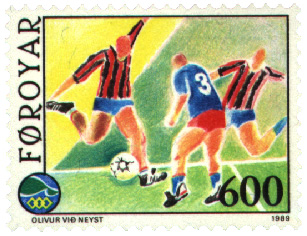
Fútbol

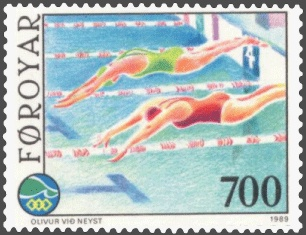
Natación

Los Juegos de las Islas son un evento multideportivo celebrado bienalmente que enfrenta a equipos de diversas islas. Estos juegos son organizados por la Asociación Internacional de los Juegos de las Islas (International Island Games Association, IIGA), financiada por las islas miembros y por patrocinadores de los juegos. Es la encargada de investigar si las islas candidatas a miembros cumplen con los criterios de afiliación. El número de miembros actual es de 25, de entre los que todos excepto Gibraltar son islas o archipiélagos. Posteriores incorporaciones tras Menorca (2005) requerirán cambios en los estatutos. 

## Ediciones
| 1985 | I edición                                  | Isla de Man                                |                                            |                                            |                                            |
| 1987 | II edición                                 | Guernsey                                   |                                            |                                            |                                            |
| 1989 | III edición                                | Islas Feroe                                |                                            |                                            |                                            |
| 1991 | IV edición                                 | Åland                                      |                                            |                                            |                                            |
| 1993 | V edición                                  | Isla de Wight                              |                                            |                                            |                                            |
| 1995 | VI edición                                 | Gibraltar                                  |                                            |                                            |                                            |
| 1997 | VII edición                                | Jersey                                     |                                            |                                            |                                            |
| 1999 | VIII edición                               | Gotland                                    |                                            |                                            |                                            |
| 2001 | IX edición                                 | Isla de Man                                |                                            |                                            |                                            |
| 2003 | X edición                                  | Guernsey                                   |                                            |                                            |                                            |
| 2005 | XI edición                                 | Shetland                                   |                                            |                                            |                                            |
| 2007 | XII edición                                | Rodas                                      |                                            |                                            |                                            |
| 2009 | XIII edición                               | Åland                                      |                                            |                                            |                                            |
| 2011 | XIV edición                                | Isla de Wight                              |                                            |                                            |                                            |
| 2013 | XV edición                                 | Bermudas                                   |                                            |                                            |                                            |
| 2015 | XVI edición                                | Jersey                                     |                                            |                                            |                                            |
| 2017 | XVII edición                               | Gotland                                    |                                            |                                            |                                            |
| 2019 | XVIII edición                              | Gibraltar                                  |                                            |                                            |                                            |
| 2021 | Pospuesto debido a la pandemia de COVID-19 | Pospuesto debido a la pandemia de COVID-19 | Pospuesto debido a la pandemia de COVID-19 | Pospuesto debido a la pandemia de COVID-19 | Pospuesto debido a la pandemia de COVID-19 |
| 2023 | XIX edición                                | Guernsey                                   |                                            |                                            |                                            |
| 2025 | XX edición                                 | Orcadas                                    |                                            |                                            |                                            |
| 2027 | XXI edición                                | Islas Feroe                                |                                            |                                            |                                            |
| 2029 | XXII edición                               | Isla de Man                                |                                            |                                            |                                            |

## Miembros participantes
La IIGA fue fundada en la Isla de Man en 1985. Sus miembros actuales son:
| Nombre                    | Incorporación | Habitantes    | País                                | Región          | Estatus político       |
| ------------------------- | ------------- | ------------- | ----------------------------------- | --------------- | ---------------------- |
| Åland                     | 1985          | 29 458(2017)  | Finlandia                           | -               | Región autónoma        |
| Alderney                  | 1987          | 2091 (2012)   | Reino Unido                         | Guernsey        | Dependencia            |
| Anglesey (Ynys Môn)       | 1985          | 69700 (2011)  | Reino Unido                         | Gales           | Autoridad unitaria     |
| Bermudas                  | 2003          | 64268 (2010)  | Reino Unido                         | -               | Territorio de ultramar |
| Islas Malvinas            | 1993          | 2932 (2012)   | Reino Unido Reclamado por Argentina | -               | Territorio de ultramar |
| Islas Feroe               | 1985          | 48351 (2012)  | Dinamarca                           | -               | Región autónoma        |
| Frøya                     | 1985          | 4368 (2012)   | Noruega                             | Sør-Trøndelag   | Municipio              |
| Gibraltar                 | 1989          | 29752 (2011)  | Reino Unido                         | -               | Territorio de ultramar |
| Gotland                   | 1985          | 57208 (2011)  | Suecia                              | -               | Provincia              |
| Groenlandia               | 1989          | 56749 (2012)  | Dinamarca                           | -               | Región autónoma        |
| Guernsey                  | 1985          | 65345 (2012)  | Reino Unido                         | -               | Dependencia            |
| Hébridas Exteriores       | 2005          | 27700 (2011)  | Reino Unido                         | Escocia         | Condado                |
| Hitra                     | 1985          | 4369 (2012)   | Noruega                             | Sør-Trøndelag   | Municipio              |
| Isla de Man               | 1985          | 84655 (2012)  | Reino Unido                         | -               | Dependencia            |
| Isla de Wight             | 1985          | 138400 (2012) | Reino Unido                         | Inglaterra      | Autoridad unitaria     |
| Jersey                    | 1985          | 97857 (2011)  | Reino Unido                         | -               | Dependencia            |
| Islas Caimán              | 1999          | 54879 (2010)  | Reino Unido                         | -               | Dependencia            |
| Menorca                   | 2007          | 94875 (2011)  | España                              | Baleares        | Consejo insular        |
| Orcadas                   | 1985          | 20100 (2010)  | Reino Unido                         | Escocia         | Condado                |
| Isla del Príncipe Eduardo | 1991          | 140204 (2011) | Canadá                              | -               | Provincia              |
| Rodas                     | 1999          | 115290 (2011) | Grecia                              | Egeo Meridional | Unidad periférica      |
| Saaremaa                  | 1991          | 34723 (2009)  | Estonia                             | -               | Condado                |
| Sark                      | 1991          | 507 (2007)    | Reino Unido                         | Guernsey        | Feudo                  |
| Shetland                  | 1985          | 24400 (2010)  | Reino Unido                         | Escocia         | Condado                |
| Santa Elena               | 1985          | 4255 (2008)   | Reino Unido                         | -               | Territorio de ultramar |

## Deportes
El país anfitrión escoge en cada edición entre 12 y 14 deportes diferentes de la siguiente lista:
| - Atletismo - Bádminton - Baloncesto - Bolo americano - Ciclismo - Fútbol (detalles) - Golf - Gimnasia - Judo | - Natación - Squash - Tenis - Tenis de mesa - Tiro con arco - Tiro olímpico - Triatlón - Vela - Voleibol |